# Ian Borg
Ian Borg (ur. 28 lutego 1986, w Pietà) – maltański polityk, członek parlamentu od 2013 r. Pełni funkcję ministra spraw zagranicznych i europejskich oraz handlu.

## Życiorys
Urodził się 28 lutego 1986 roku w Pieta, w rodzinie z Dingli. Był woluntariuszem i grał w piłkę nożną w Dingli Swallows Footbal Club. 
W 2005 roku został wybrany na burmistrza Dingli z poparcia Partii Pracy, a następnie w latach 2008 i 2012 ponownie uzyskiwał reelekcję. W 2012 roku ukończył studia prawnicze na Uniwersytecie Maltańskim, uzyskując stopień doktora nauk prawniczych. 
W 2013 roku został wybrany na posła do parlamentu Malty z listy Partii Pracy. 13 marca 2013 roku premier Joseph Muscat mianował go sekretarzem parlamentarnym ds. prezydencji UE 2017 i funduszy UE, które to stanowisko pełnił do 3 czerwca 2017 roku
8 czerwca 2017 roku został mianowany Ministrem transportu, infrastruktury i projektów inwestycyjnych, które to stanowisko pełnił do 26 marca 2022 roku. 
30 marca 2022 roku został mianowany Ministrem spraw zagranicznych i europejskich oraz handlu w rządzie Roberta Abeli. W 2024 roku pełnił funkcję przewodniczącego OBWE.

## Odznaczenia
- Order Świętej Agaty (San Marino, 1 kwietnia 2024)[4]